# 13764 Mcalanis
13764 Mcalanis eller 1998 SW135 är en asteroid i huvudbältet som upptäcktes den 26 september 1998 av LINEAR i Socorro County, New Mexico. Den är uppkallad efter Edith McAlanis.
Asteroiden har en diameter på ungefär 2 kilometer.